# Prendere lucciole per lanterne
Prendere lucciole per lanterne è un'espressione idiomatica della lingua italiana che si utilizza per indicare un vistoso errore o la confusione di una cosa con un'altra.
Più raramente, è utilizzata anche per indicare persone dotate di scarso "comprendonio". La frase viene utilizzata per far notare a una persona un errore o segnalarle di aver confuso due aspetti. Normalmente non costituisce un insulto.

## Origini della frase
Questa espressione fa riferimento al fatto che lucciole e lanterne illuminano entrambe, ma hanno caratteristiche e aspetto molto diverse tra loro. È quindi quasi impossibile scambiarle, nonostante il buio della notte. Il detto ha origine dalla filastrocca "Il calabrone in bicicletta", diffusa negli anni '20 .

## Varianti regionali

### Piemonte
In Piemonte esiste il detto, di medesimo significato, "prendere Roma per toma" o "capire Roma per toma" (capì Roma për toma in piemontese) Benché l'etimologia della parola "toma" sia incerta, si pensa che essa sia legata al proverbio "capire Roma per toma", correlato al modo di dire "promettere Roma e toma" (dal latino promittere Romam et omnia, ovvero "promettere Roma e tutto il resto"), che significa fare promesse impossibili da mantenere.
Nella stessa regione esiste un altro detto correlato, ovvero capì ciòca per bròca ("confondere una campana con un chiodo").